# Гюбс
Гюбс (нем. Gübs) — деревня в Германии, в земле Саксония-Анхальт. Входит в состав общины Бидериц района Йерихов.
Население составляет 353 человека (на 31 декабря 2006 года). Занимает площадь 6,57 км².
Упоминается в 1121 году как Губиц и в 1562 году как Губц.
До 31 декабря 2009 года имела статус общины (коммуны). 1 января 2010 года вошла в состав общины Бидериц. Последним бургомистори общины Гюбс был Карл Хайнц Лац.

## Достопримечательности
- Церковь Святого Андрея, построенная в позднероманском стиле.